# Matthew Perry (acteur)
Pour les articles homonymes, voir Matthew Perry et Perry.
Matthew Perry est un acteur américano-canadien, né le 19 août 1969 à Williamstown (Massachusetts) et mort le 28 octobre 2023 à Los Angeles (Californie).
Il se fait connaître grâce à son rôle de Chandler Bing dans la série télévisée Friends (1994-2004).
En 1984, après avoir décidé de ne pas poursuivre ses études, il rejoint son père à Los Angeles pour entamer sa carrière d'acteur.  Après des débuts modestes, il est repéré en 1994 pour incarner Chandler Bing dans la série à succès Friends qui durera 10 ans et le propulse sur la scène internationale. Parallèlement, il joue dans des comédies romantiques telles que Coup de foudre et Conséquences (1997) et Un de trop (2000), tout en explorant le registre dramatique dans À la Maison-Blanche (2003).
Après la fin de Friends, il tente divers projets au petit écran, mais les séries Studio 60 on the Sunset Strip (2006) et Mr. Sunshine (2011) ne rencontrent pas le même succès. Il revient à la télévision avec The Odd Couple (2015-2017), un remake de la série des années 1970, avant de participer à des séries comme The Good Wife (2012-2013) et The Good Fight (2017-2022) dans le rôle de Mike Kresteva. En dehors des séries, il prête sa voix à Benny, un des antagonistes du jeu vidéo Fallout: New Vegas. Au cinéma, il apparaît notamment dans le film Mon voisin le tueur (2000) et 17 ans encore (2009).
En 2022, il publie ses mémoires Friends, Lovers, and the Big Terrible Thing: A Memoir où il partage son expérience avec la toxicomanie. Il devient porte-parole de la National Association of Drug Court Professionals et s'engage dans la sensibilisation et le traitement des addictions.
Matthew Perry meurt le 28 octobre 2023. La police écarte la piste criminelle, attribuant sa mort à une combinaison de kétamine, noyade, maladie coronarienne et effets de la buprénorphine. Déjà en 2018, il avait frôlé la mort en raison d'une perforation gastro-intestinale due à sa surconsommation d'opioïdes.

## Biographie

### Jeunesse et études
Matthew Langford Perry naît le 19 août 1969 à Williamstown, dans le Massachusetts. Son père, John Bennett Perry, est un acteur connu pour ses apparitions dans de nombreuses publicités, notamment celle pour Old Spice, et sa mère, Suzanne Langford, une journaliste canadienne, attachée de presse pour Pierre Elliott Trudeau, le Premier ministre du Canada dans les années 1970-80.
Alors qu’il est très jeune, ses parents se séparent, et sa mère se remarie avec Keith Morrison (en), présentateur de journal télévisé sur NBC. De cette union sont nés quatre enfants : Caitlin (née en 1981), Emily (née en 1985), Willy (né en 1987) et Madeleine (née en 1989).
Son père se remarie et de son union avec sa seconde épouse, Debbie, naît Mia Perry en 1986.
Matthew Perry part vivre avec sa mère en Ontario au Canada. Il fait ses études au Ashbury College (en), une école privée d’Ottawa, dans laquelle il a pour camarade Justin Trudeau.
Passionné par le tennis, un sport dans lequel il excelle dans les tournois junior, il atteint la 17e place au classement national en simple et la 3e en double. Malgré un certain talent pour ce sport, son hygiène de vie et sa consommation d'alcool le poussent à arrêter la compétition. En 1984, après avoir décidé de ne pas poursuivre ses études, il rejoint son père à Los Angeles, où il commence sa carrière d'acteur.

### Carrière

#### Débuts (1988-1994)

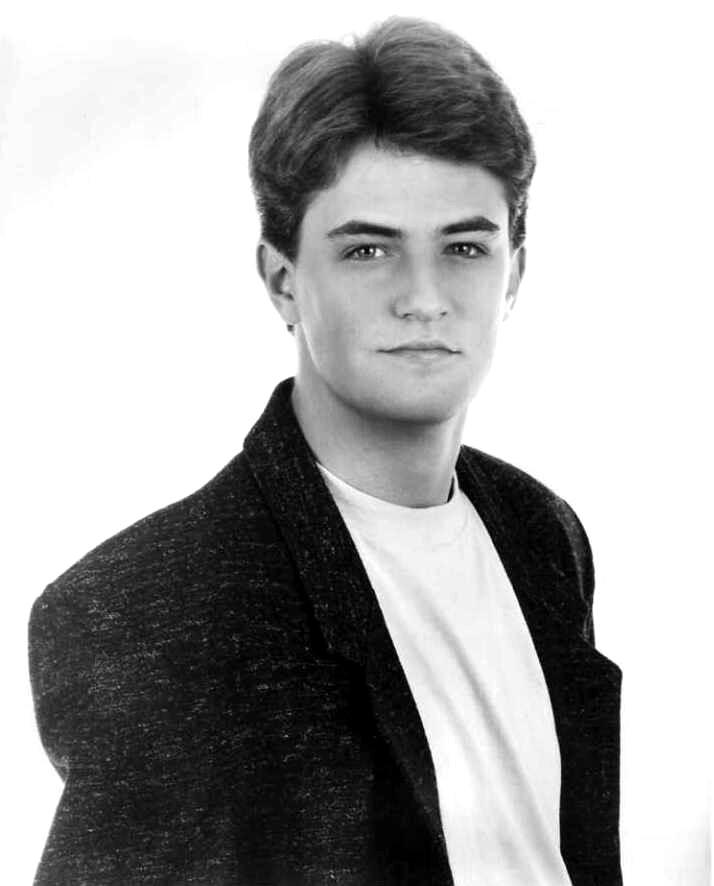
Matthew Perry dans Second Chance (Boys Will Be Boys) en 1988.

Après deux apparitions dans des séries télévisées, et alors qu’il envisage de reprendre des études en vue de rentrer à l'université de Californie du Sud, Matthew Perry est repéré par William Richert qui lui propose un rôle dans un film tiré de son roman. Il débute ainsi au cinéma en 1988 dans Jimmy Reardon avec River Phoenix. L’année suivante, il tourne dans un nouveau film aux côtés de Tony Danza, Touche pas à ma fille.
Il se révèle également à la télévision dans de nombreuses séries comme Boys will be boys, Sydney, Homefree et fait quelques apparitions dans Madame est servie, Quoi de neuf docteur ?, Beverly Hills et Dream On. Il participe à quelques téléfilms comme Le Combat de Patty Duke, le remake d’un film de Richards Brooks, Le Labyrinthe des sentiments et Le Bal de l'école avec plusieurs jeunes acteurs vedettes (dont Alyssa Milano, Christina Applegate et Brian Bloom).

#### Révélation et consécration (1994-2004)

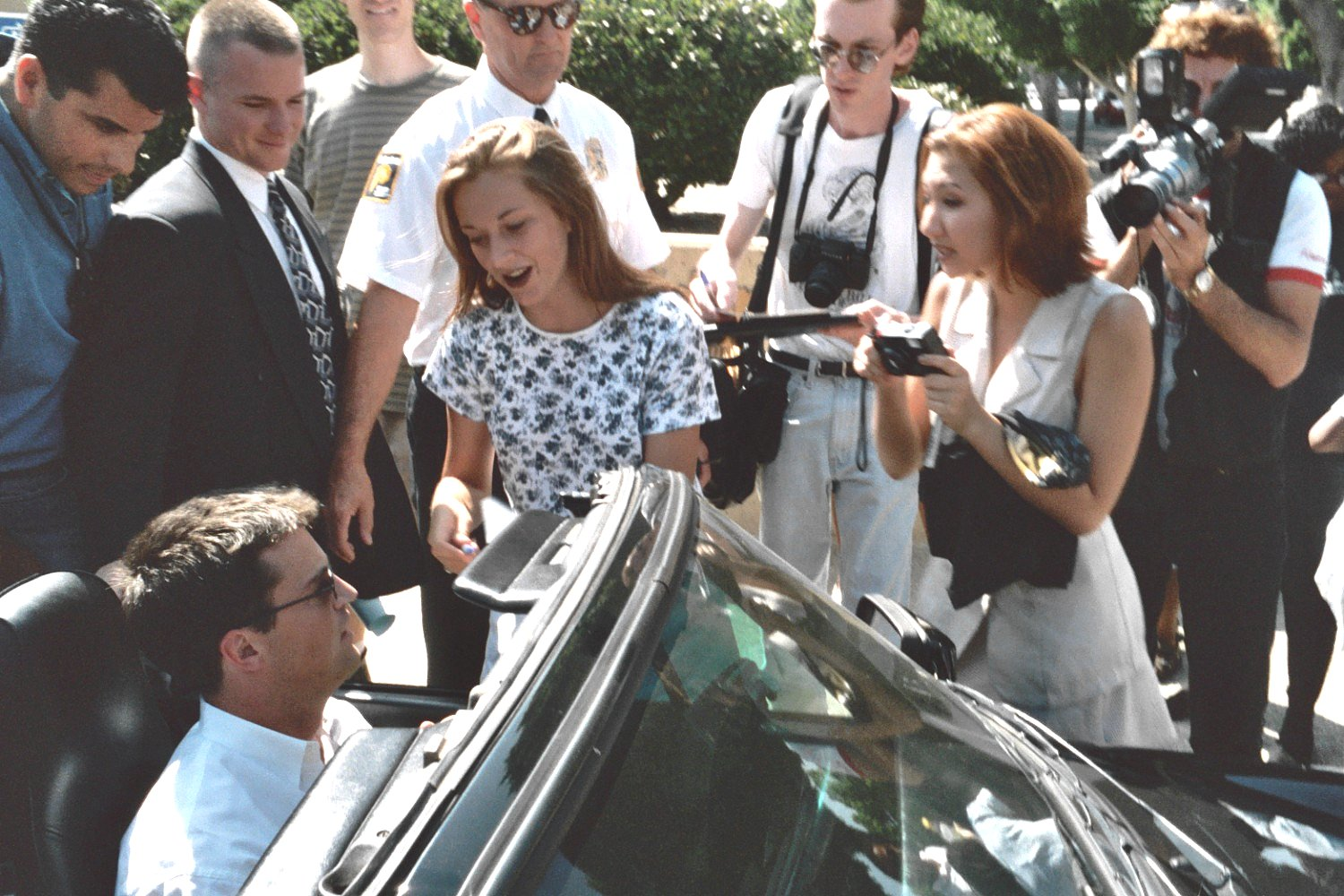
Matthew Perry quittant la répétition des Emmy Awards 1995.

C’est dans ce contexte que Matthew Perry est sélectionné, en 1994, pour interpréter le rôle de Chandler Bing dans la série télévisée Friends. Il tient ce rôle jusqu'à l'arrêt de la série, en 2004, après 10 ans de succès ininterrompu. Cela lui permettra de se faire connaître du grand public à l'échelle internationale.
Parallèlement, il cultive son image de personnage maladroit et cynique sur grand écran : il est à l'affiche des comédies romantiques Coup de foudre et Conséquences (1997) de Andy Tennant, où il donne la réplique à Salma Hayek, puis Un de trop (2000), aux côtés de Neve Campbell et Dylan McDermott et, enfin, dans Au service de Sara (2001), où il a pour partenaire Elizabeth Hurley.
Il est également à l'affiche de comédies potaches comme Les Premiers Colons (1998) de Christopher Guest, puis surtout Mon voisin le tueur (2000) de Jonathan Lynn, où il donne la réplique à Bruce Willis.
À l'approche de la fin de la série Friends, il tente de se diversifier et participe à d'autres séries à succès : il apparait dans deux épisodes de la dernière saison d'Ally McBeal (2002), puis s'essaie à un registre dramatique dans trois épisodes de la série politique À la Maison-Blanche (2003), où il livre une performance remarquée.
Toujours en 2003, il fait ses débuts au théâtre à Londres dans la pièce Sexual Perversity in Chicago de David Mamet, où il partage la scène avec Minnie Driver, Hank Azaria et Kelly Reilly. La pièce bat alors tous les records de pré-vente de billets. La même année, l'échec critique et commercial du film Mon voisin le tueur 2 vient quelque peu assombrir la fin glorieuse de Friends.

#### Échecs en séries (2006-2013)

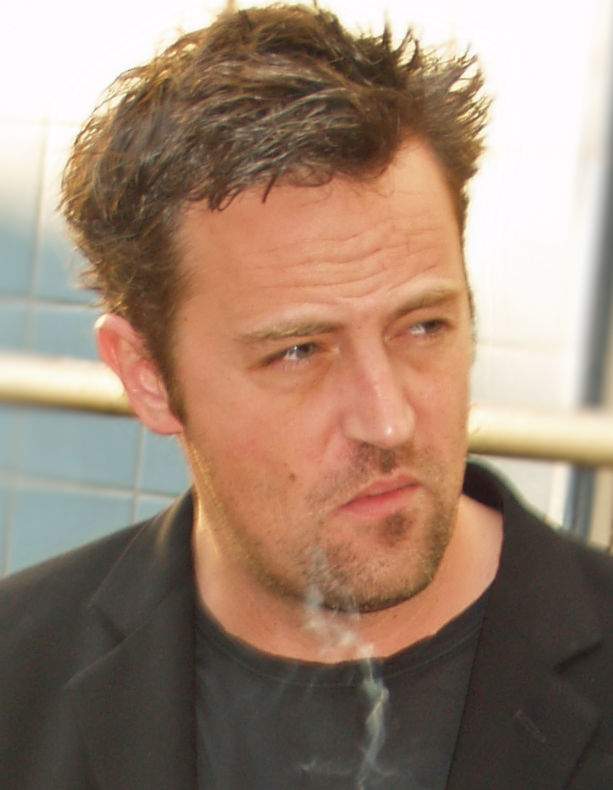
Matthew Perry en 2007.

Matthew Perry retourne à la comédie, en 2005, pour un épisode de la quatrième saison de la série médicale Scrubs de Bill Lawrence, puis marque la rentrée 2006 en étant à l'affiche de la nouvelle série dramatique d'Aaron Sorkin, Studio 60 on the Sunset Strip, où il forme un tandem de producteurs de télévision avec Bradley Whitford, et retrouve sa partenaire Amanda Peet, avec qui il a joué dans Mon voisin le tueur. Malgré des débuts remarqués, la série perd le soutien de la critique, et s'effondre progressivement dans les audiences, la série s'arrête au bout d'une seule et unique saison. La même année, sa tentative de confirmation dans le registre dramatique dans le rôle-titre du téléfilm biographique The Ron Clark story de Randa Haines passe inaperçue.
Il est à l'affiche de deux comédies dramatiques indépendantes : en tête d'affiche avec Givré ! (2007) de Harris Goldberg, puis dans Birds of America (2008) de Craig Lucas. Il prête aussi ses traits à la version adulte du héros de la comédie fantastique pour adolescents, 17 ans encore, menée par Zac Efron. Il prépare surtout son retour à la télévision dans une sitcom, et s'investit activement dans l'écriture et la production.
Après un projet avorté en 2008, la comédie The End of Steve, co-créée et produite avec Peter Tolan et dont le pilote ne donne pas lieu à une série, il revient enfin à l'antenne, en 2011, avec la comédie Mr. Sunshine. Mais la série déçoit en termes d'audiences, et est arrêtée par la chaîne ABC au bout de neuf épisodes sur les treize commandés. Il y joue le gérant du Sunshine Center, Ben Donovan, traversant une crise de la quarantaine. Il s'entoure pour ce projet d'une autre partenaire de À la Maison-Blanche, l'actrice Allison Janney, et d'Andrea Anders, révélée par la sitcom Joey, la série dérivée de Friends.
En 2012, il persévère avec la sitcom Go On, créée par Scott Silveri, ancien scénariste de Friends. Il y joue, cette fois, le rôle d'un commentateur sportif qui, après le décès de son épouse, tente de surmonter tant bien que mal sa peine en intégrant un groupe de soutien. Faute d'audience, la chaîne NBC décide d'annuler la série à l'issue de sa première saison de 22 épisodes.
Parallèlement, il revient ponctuellement au drame en participant à quelques épisodes de la troisième saison de la série judiciaire et politique The Good Wife de Michelle et Robert King.

#### Retour discret (2014)

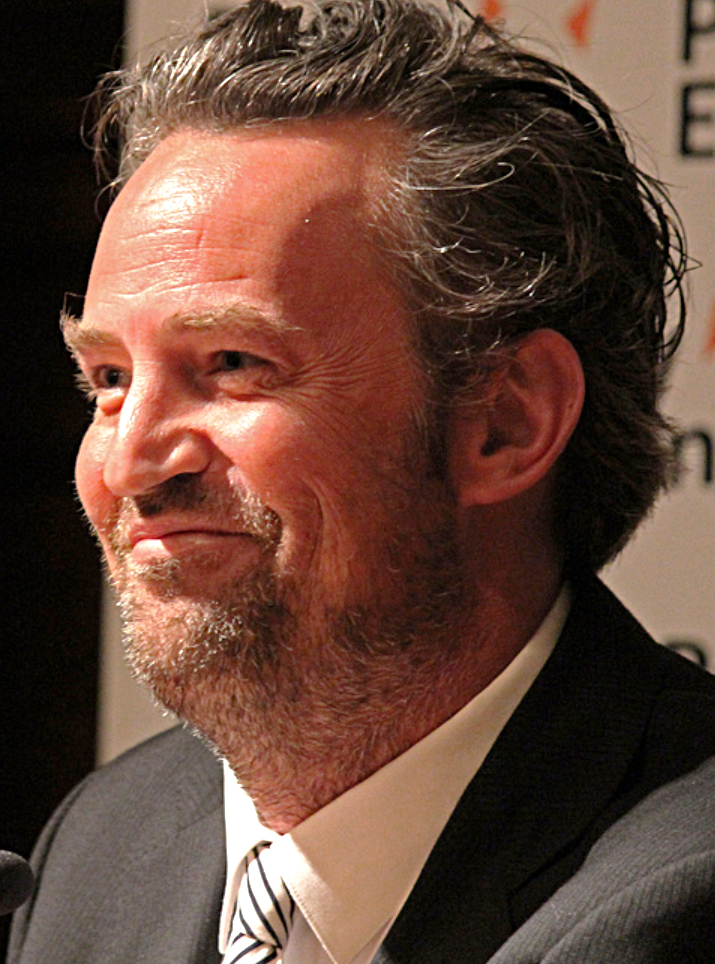
Matthew Perry en 2013.

En février 2014, est annoncée la commande par le réseau CBS d'un pilote pour The Odd Couple, remake d'une série culte des années 1970, elle-même adaptée d'une pièce de théâtre devenue ensuite un film, dont l'acteur est passionné. Si la série est confirmée, Matthew Perry porte une triple casquette : rôle principal, producteur et co-créateur avec Danny Jacobson (co-créateur de Dingue de toi dans les années 1990). Ce cinquième essai est le bon. La série marque son grand retour à la série enregistrée devant un public. À la suite de bonnes audiences, une seconde saison est commandée, celle-ci est néanmoins programmée plus d'un an après.
Il participe aussi aux séries de deux de ses anciens camarades de Friends. En 2014, il reforme son couple mythique avec Courteney Cox le temps d'un épisode de Cougar Town. C'est l'occasion d'assister à une seconde demande en mariage entre eux. À la fin de l'épisode apparaît même une scène coupée dans laquelle l'acteur se trompe et appelle Courteney « Monica ». En 2015, il redonne la réplique à Lisa Kudrow dans deux épisodes de Web Therapy.
En 2017, The Odd Couple se conclut au bout de trois saisons et 38 épisodes. La même année, il revient vers un registre dramatique : d'abord en reprenant le rôle de Mike Kresteva pour trois épisodes de la série The Good Fight puis en prêtant ses traits à Ted Kennedy pour la mini-série The Kennedys After Camelot, portée par Katie Holmes dans le rôle de Jacqueline Kennedy.
En mai 2021, peu avant Friends : Les Retrouvailles, il sort une nouvelle collection de vêtements à l'effigie de Friends.

### Mort
Matthew Perry est retrouvé sans vie dans son jacuzzi le 28 octobre 2023 à son domicile de Los Angeles. Il est enterré le 3 novembre suivant au Forest Lawn Memorial Park à Los Angeles. Les acteurs principaux de la série Friends assistent à la cérémonie, ainsi que sa mère, son père et son beau-père.
Dans un premier temps, la police écarte la piste criminelle, car aucune drogue n'a été retrouvée à proximité,. Le 15 décembre 2023, le département du médecin légiste du comté de Los Angeles déclare que la mort de l’acteur est due à la prise de kétamine et à ses effets aigus. D'autres facteurs ont toutefois également contribué à sa mort, déterminée selon l’autopsie comme étant un accident : noyade, maladie coronarienne, et des effets de la buprénorphine, un médicament utilisé pour traiter l'addiction aux opioïdes. Il avait déjà frôlé la mort en 2018 à la suite d'une perforation gastro-intestinale due à sa surconsommation d'opioïdes. Il avait alors passé cinq mois à l'hôpital, dont deux semaines dans le coma et avait été contraint d'utiliser un sac de colostomie pendant neuf mois,.
Huit mois plus tard, une enquête criminelle est ouverte, de laquelle il ressort que plusieurs personnes pourraient être inculpées pour avoir livré de la drogue. Selon les enquêteurs, avant sa mort, Perry s'injectait six à huit doses de kétamine par jour alors que,  par ailleurs, il prenait le médicament dans le cadre d'une thérapie pour sa dépression. Parmi les cinq personnes poursuivies, il y a l'assistant personnel de Perry, la dealeuse Jasveen Sangha, deux médecins dont Salvador Plasencia, qui lui auraient fourni 20 flacons de kétamine en échange de 55 000 dollars en liquide et auraient montré à l'assistant de Perry, comment administrer  la kétamine par injection intramusculaire. En juillet 2025.  Le médecin Salvador Plasencia, a d'ailleurs plaidé sa culpabilité de quatre chefs d'accusation liés à la mort de Matthew Perry, devant un tribunal fédéral de Los Angeles.

### Vie privée
(octobre 2023).
En 1995, Matthew Perry fréquente l'actrice américaine Julia Roberts, qui apparaît dans un épisode de la série Friends (saison 2, épisode 13). De 2002 à 2003, il a une relation avec Maeve Quinlan, une ancienne joueuse de tennis devenue actrice. De 2003 à 2005, il partage sa vie avec la volleyeuse Rachel Dunn. Entre 2006 et 2012, il est en couple avec l'actrice Lizzy Caplan. En 2020, il se fiance à Molly Hurwitz, une agente littéraire. Le couple se sépare en 2021.

## Lutte contre les addictions

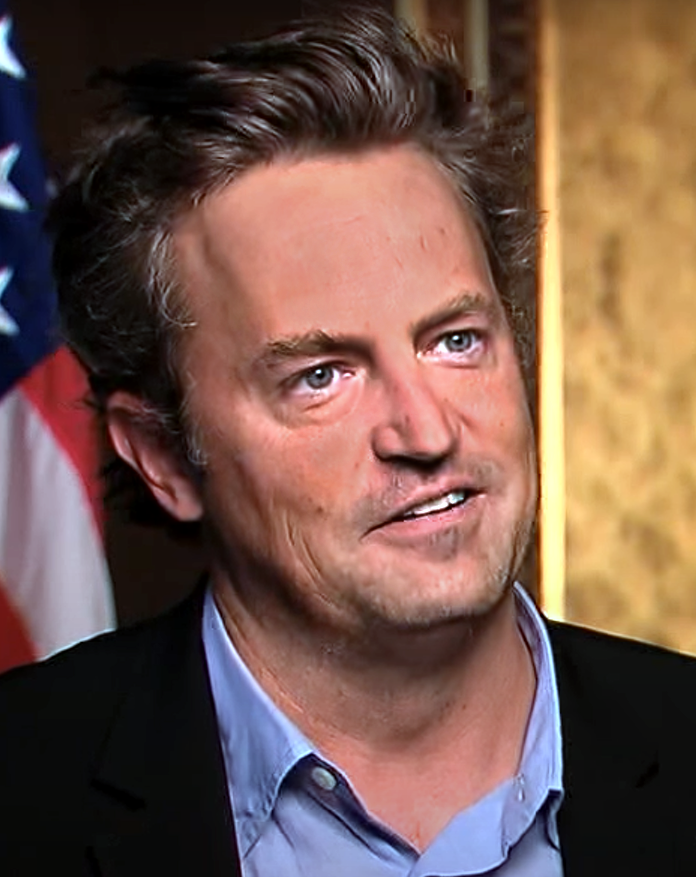
Matthew Perry communiquant sur un programme anti-drogue lancé par la Maison Blanche, qu'il soutient en 2012.

En 1997, Matthew Perry devient dépendant à la Vicodin, un antalgique, à la suite d'un accident de jet-ski. Dans les années 2000, il souffre d'alcoolisme et d'une addiction aux antidouleurs.
Sobre, il partage son expérience et prend part à des actions de sensibilisation sur la toxicomanie et encourage à aider les personnes souffrant d'addictions.
Porte-parole de la National Association of Drug Court Professionals, Perry collabore avec Earl Hightower, un spécialiste des addictions. Il ouvre la « Perry House », un centre de désintoxication dans son ancienne résidence à Malibu en Californie. Cependant, la résidence s'avère très couteuse à entretenir et il la met en vente en 2015.
En mai 2013, il participe à la Maison-Blanche à  une réunion sur la politique en matière de drogues. Perry propose de créer des tribunaux alternatifs (c'est-à-dire des drug courts) pour les délinquants toxicomanes, afin de les soigner. Il est récompensé du prix Champion of Recovery par Gil Kerlikowske pour son action,.
En 2022, il publie ses mémoires intitulés Friends, Lovers, and the Big Terrible Thing: A Memoir aux éditions Flatiron Books. Il y évoque la série Friends et sa lutte contre la toxicomanie. Il révèle également au New York Times avoir dépensé environ 9 millions de dollars pour soigner son addiction, avec 65 séjours en désintoxication.

## Divers
Peu avant sa mort, Matthew Perry avait pour projet de réaliser un film sur sa vie ; il aurait voulu que l'acteur Zac Efron interprète son rôle. En effet, Perry et Efron avaient tous deux incarné le personnage de Mike O'Donnell dans la comédie 17 ans encore de Burr Steers.

## Filmographie

### Cinéma

#### Longs métrages
- 1988 :  Jimmy Reardon de William Richert : Fred Roberts
- 1990 : Touche pas à ma fille (She's Out of Control) de Stan Dragoti : Timothy
- 1993 : Deadly Relations de Bill Condon : George Westerfield
- 1994 : Paralell Lives de Linda Yellen : Willie Morrison
- 1994 : Getting In (en) de Doug Liman : Randall Burns
- 1997 : Coup de foudre et Conséquences (Fools Rush In) d'Andy Tennant : Alex Whitman
- 1998 : Les Premiers Colons de Christopher Guest : Leslie Ewards
- 2000 : Mon voisin le tueur (The Whole Nine Yards) de Jonathan Lynn : Nicholas « Oz » Oseransky
- 2000 : Un de trop (Three to Tango) de Damon Santostefano : Oscar Novak
- 2002 : Au service de Sara (Serving Sara) de Reginald Hudlin : Joe Tyler
- 2004 : Mon voisin le tueur 2 (The Whole Ten Yards) de Howard Deutch : Nicholas « Oz » Oseransky
- 2005 : Hoosiers 2 : Senior Year de Mark Teitelman : Coach Norman Dale Jr.
- 2007 : Givré ! (Numb) de Harris Goldberg : Hudson Milbank
- 2008 : Birds of America de Craig Lucas : Morrie
- 2009 : 17 ans encore (17 Again) de Burr Steers : Mike O'Donnell, adulte
- 2021 : Don't Look Up : Déni cosmique (Don't Look Up) d'Adam McKay : le général David Myers (coupé au montage[28])

### Télévision

#### Téléfilms
- 1988 : Le Bal de l'école (Dance 'Til Dawn) de Paul Schneider : Roger
- 1993 : Home Free de Tim O'Donnell : Matt Bailey
- 2006 : The Ron Clark Story de Randa Haines : Ronald Clark

#### Séries télévisées
- 1986 : Ricky ou la Belle Vie de Martin Cohan : Davey
- 1987 - 1988 : Second Chance : Chazz Russell
- 1988 : Les Routes du paradis (Highway to Heaven), épisode Sur les ailes du destin (5.2) de Michael Landon : David Hastings
- 1989 : Quoi de neuf docteur ? de Neal Marlens : Sandy
- 1990 : Sydney : Billy Kells
- 1990 : Madame est servie (Who's the Boss?) de Martin Cohan : Benjamin Dawson (7.8)
- 1991 : Beverly Hills 90210 de Darren Star : Roger Azarian (1.19)
- 1992 : Dream On de David Crane et Marta Kauffman : Alex, le nouvel éditeur (3.23)
- 1994-2004 : Friends de David Crane et Marta Kauffman : Chandler Bing
- 1995 : Caroline in the City de Fred Barron et Dottie Dartland : Chandler Bing (saison 1)
- 2001 : Les Simpson, épisode Simpson Horror Show XII (13.1) : lui-même (voix)
- 2002 : Ally McBeal de David E. Kelley (saison 5) : Todd Merrick
- 2003 : À la Maison-Blanche d'Aaron Sorkin (saison 4) : Joe Quincy
- 2005 : Scrubs de Bill Lawrence (saison 4) : Murray Marks
- 2006 : Studio 60 on the Sunset Strip d'Aaron Sorkin : Matt Albie
- 2008 : The End of Steve de Peter Tolan et Matthew Perry (pilote)
- 2011 : Mr. Sunshine d'Alex Barnow, Marc Firek et Matthew Perry : Ben Donovan
- 2011 : Childrens Hospital : lui-même (3.3)
- 2012 : The Good Wife de Michelle King et Robert King (scénariste): Mike Kresteva (saison 3)
- 2012-2013 : Go On de Scott Silveri : Ryan King
- 2014 : Cougar Town de Bill Lawrence : Sam (5.2)
- 2015-2017 : The Odd Couple de Matthew Perry et Danny Jacobson
- 2017 : The Good Fight de Michelle King et Robert King : Mike Kresteva
- 2017 : Les Kennedy, un royaume perdu : Ted Kennedy

## Voix francophones
En version française, Matthew Perry est doublé par Emmanuel Curtil à partir de la série Friends,. Il lui prête sa voix notamment dans Coup de foudre et Conséquences, Ally McBeal, À la Maison-Blanche, Scrubs, 17 ans encore, Mr. Sunshine, The Good Wife, The Odd Couple ou encore Les Kennedy, un royaume perdu (en).
Pour les deux dernières saisons de Friends, c'est Antoine Nouel qui succède à Emmanuel Curtil. Il le retrouve dans Studio 60 et Mon voisin le tueur 2. À noter que si Curtil double la version télévisée de Mon voisin le tueur, c'est Gérard Darier qui double Perry pour les versions cinéma et vidéo.
Enfin, à titre exceptionnel, l'acteur est doublé par Jean-Pierre Michaël dans Un de trop.